# 10661 Teutoburgerwald
10661 Teutoburgerwald è un asteroide della fascia principale. Scoperto nel 1973, presenta un'orbita caratterizzata da un semiasse maggiore pari a 2,2647215 UA e da un'eccentricità di 0,1029197, inclinata di 6,66362° rispetto all'eclittica.